# Aeroperú-Flug 772
Auf dem Aeroperú-Flug 772 (Flugnummer: PL772) verunglückte am 25. Oktober 1988 eine Fokker F28-1000 Fellowship kurz nach dem Start vom Flughafen Juliaca. Bei dem Unfall kamen 12 Personen ums Leben.

## Flugzeug und Insassen
Die Fokker F28-1000 mit der Werksnummer 11059 wurde für ihren Erstflug am 8. Dezember 1972 zunächst mit dem niederländischen Luftfahrzeugkennzeichen PH-ZBO auf Fokker zugelassen. Am 15. März 1973 wurde die Maschine an die Servicio Aereo de Transportes Comerciales (SATCO), eine Tochtergesellschaft der Peruanischen Luftwaffe ausgeliefert, wo sie das peruanische Luftfahrzeugkennzeichen OB-R-397 erhielt. Als die peruanische Regierung wenige Wochen später die neue staatliche Fluggesellschaft Aeroperú gründete, ging die Maschine in deren Flotte über und erhielt das neue Kennzeichen OB-R-1020. Die Maschine hatte seit ihrer Erstinbetriebnahme 35404 Flugstunden bei 44078 Starts und Landungen absolviert. Das zweistrahlige Kurzstrecken-Schmalrumpfflugzeug war mit zwei Turbojettriebwerken vom Typ Rolls-Royce Spey 555-15 ausgestattet.
Den Aeroperú-Flug 772 hatten 65 Passagiere angetreten und es reisten 4 Besatzungsmitglieder mit.

## Unfallhergang
Der Aeroperú-Flug 772 war ein Linienflug von Juliaca, einer Stadt im Süden Perus nahe dem Titicacasee und der Grenze zu Bolivien, in das südwestlich gelegene Arequipa. Die Maschine führte ihren Startlauf von Bahn 29 in nordwestliche Richtung durch, gewann jedoch nach dem Rotieren kaum an Höhe. Als anschließend sowohl das Fahrwerk als auch die Auftriebshilfen eingefahren wurden und dabei gleichzeitig der Schub zurückgenommen wurde, blieb die Maschine wenige Meter über dem Boden in der Luft. Etwa 1,8 Kilometer hinter der Startbahn stürzte die Maschine auf die Bundesstraße 124, die an dieser Stelle um 0,8 Meter angehoben beidseitig von Gräben mit einer Tiefe von 0,7 Metern umgeben war. Nach dem Aufprall schlitterte die Fokker weitere 220 Meter über den Boden, bis sie in einem 2,3 Meter unterhalb der Straße gelegenem Flussbett zum Stehen kam.
Der Rumpf der Maschine brach beim Unfall in mehrere Teile auseinander. Der vordere Rumpfteil wurde nahe den Tragflächenvorderspitzen vom mittleren Teil abgetrennt, überschlug sich und kam etwa 50 Meter von dem Mittelteil entfernt kopfüber zum Stehen. Die Rumpfunterseite des Vorderteils war stark verformt, wobei der Grad der Verformung beginnend ab der Flugzeugnase bis zur Bruchstelle zunahm. Trotz dieses Umstandes war der Überlebensraum im Inneren des Rumpfs in diesem Bereich nicht eingeengt. Die meisten Sitze waren nach wie vor fest im Kabinenboden verankert, lediglich in einigen Bereichen hin zum Ende des Rumpffragments gab es vereinzelt Risse in den Sitzkonstruktionen.
Die mittlere Rumpfsektion war stark beschädigt. Die linke Tragfläche war abgerissen, die rechte war noch mit dem Rumpf verbunden. Die Außenhülle war weitgehend abgerissen. Eine Vielzahl von ausgerissenen Sitzen und Teilen der Innenausstattung wurde im freien, neben der abgerissenen linken Tragfläche liegend aufgefunden. Es wurde vermutet, dass diese Baugruppen beim letzten Aufprall im Flussbett aus der mittleren Rumpfsektion herausgeschleudert worden waren. In diesem Bereich hatte es auch die meisten Toten gegeben.
Die Struktur des hinteren Rumpfteils, das vom mittleren abgerissen wurde, hatte fast gänzlich versagt. Die beiden Triebwerke lagen zwar neben dem Rumpf, waren jedoch beide abgerissen. Das Leitwerk war außergewöhnlich stark beschädigt.
Die Insassen des kopfüber zum Stehen gekommenen vorderen Rumpfteils verließen die Maschine entweder aus eigener Kraft oder mit fremder Hilfe durch die hintere Öffnung. Im mittleren und hinteren Rumpfteil wurden vermutlich alle Insassen durch die Aufprallkräfte herausgeschleudert.
Bei dem Unfall kamen 12 Personen, darunter 11 Passagiere und ein Besatzungsmitglied ums Leben.

## Trivia
Die Maschine mit der Seriennummer 11059 stammt aus einer Gruppe von im Jahr 1972 gebauten Fokker F28 mit fortlaufenden Seriennummern, die alle in tödliche Zwischenfälle verwickelt waren:
- Nummer 11057 verunglückte am 26. Januar 1974 auf dem Turkish-Airlines-Flug 301
- Nummer 11058 verunglückte am 30. Januar 1975 auf dem Turkish-Airlines-Flug 345
- Nummer 11060 verunglückte am 10. März 1989 auf dem Air-Ontario-Flug 1363